# José Carlos Cardoso Sousa
José Carlos Cardoso Sousa (Villa de Feira, 10 de enero de 1937) Fue un ciclista  portugués, profesional entre 1958 y 1966, cuyo mayor éxito deportivo lo obtuvo en la Vuelta a España al lograr una victoria de etapa en la edición de 1959.

## Palmarés
| 1958 - Vuelta a Portugal, más 2 etapas - San Tirso 1959 - 1 etapa en la Vuelta a España - 2 etapas en la Vuelta a Portugal 1960 - Vuelta a Portugal, más 1 etapa |